# Steinauerhuhn
Das Steinauerhuhn (Tetrao urogalloides ; Syn. Tetrao parvirostris), auch Felsen-Auerhuhn genannt, ist eine Art aus der Gattung der Auerhühner. Diese Vogelgattung aus der Familie der Fasanenartigen (Phasianidae) gehört zur Ordnung der Hühnervögel (Galliformes). Das Steinauerhuhn kommt ausschließlich im Osten Sibiriens vor. Für die Art werden drei Unterarten unterschieden. Obwohl sich das Verbreitungsgebiet mit dem des eng verwandten Auerhuhns überlappt, kommt es nur sehr selten zu Hybriden.

## Erscheinungsbild

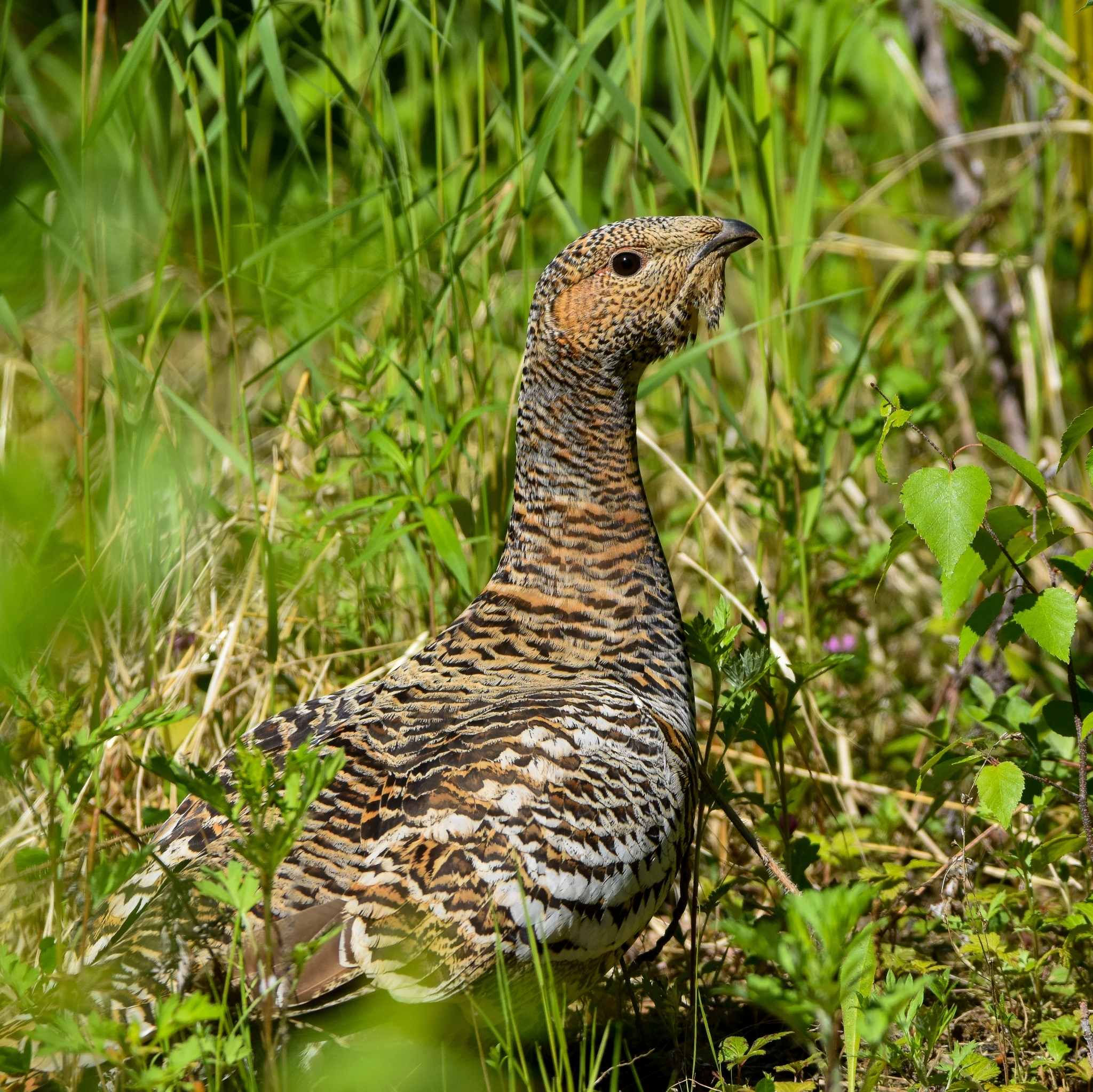
Weibchen

Männchen erreichen eine Körperlänge von 89 bis 97 Zentimetern. Weibchen sind etwas kleiner und erreichen eine Körperlänge zwischen 69 und 75 Zentimetern. Männchen erreichen ein Gewicht von 3,3 bis 4,6 Kilogramm, Weibchen wiegen zwischen 1,7 und 2,2 Kilogramm.
Das Steinauerhuhn ist im Vergleich mit dem Auerhuhn etwas kleiner und hat einen auffällig kleineren Schnabel. Der Schwanz ist etwas länger. Der Schnabel ist beim Männchen schwarz und beim Weibchen schwärzlich. Die Läufe sind schwarzbräunlich befiedert, die Zehen sind nackt. Die Augen sind dunkelbraun.
Das ausgewachsene Männchen hat einen schwarzen Kopf, Nacken und Brustseiten. Die Körperunterseite ist überwiegend schwarzbraun und weist vereinzelte weiße Flecken und Federsäume auf. Die Unterschwanzfedern sind schwärzlich mit weißen Federspitzen. Die Flügel sind matt dunkelbraun.
Die Weibchen haben ein überwiegend braunes Gefieder. Kopfoberseite, Nacken und Halsseiten sowie der Mantel sind zimtfarben mit schwarzen, feinen Streifen. Die hintere Körperhälfte ist hellbräunlich mit feinen dunklen Streifen. Der Ruf ist laut knatternd.
In seinem Verbreitungsgebiet ist das Steinauerhuhn kaum mit anderen Raufußhühnern zu verwechseln. In den Regionen, in denen beide Auerhuhnarten sympatrisch vorkommen wie beispielsweise am Fluss Wiljui oder am Oberlauf der Unteren Tunguska, lassen sich die Männchen des Steinauerhuhns vom Auerhahn durch die schwarze Färbung mit den kontrastierenden weißen Flecken auf Flügeln und Schwanzdecken, dem langen Schwanz und dem kleineren Schnabel unterscheiden. Die Weibchen können dagegen nur aus der Nähe sicher unterschieden werden. Wesentliches Unterscheidungsmal ist das Fehlen des weißen Flügelspiegels.

## Verbreitungsgebiet und Lebensraum
Das Verbreitungsgebiet des Steinauerhuhns ist Ostsibirien. Der Lebensraum sind überwiegend Lärchenwälder der ostasiatischen Taiga. Die Art kommt aber auch in offenen Birkenwäldern und der Waldsteppe vor. Im äußersten Osten seines Verbreitungsgebietes, der Kamtschatka-Halbinsel, lebt das Steinauerhuhn in Birkenwäldchen.

## Nahrung
Das Steinauerhuhn ist in der Regel eng an das Vorkommen von Lärchen gebunden. Die Zweigenden mit den Knospen und gelegentlich auch die Zapfen dieser Bäume bilden vor allem im Winter die Hauptnahrung. Lärchen haben eine dicke Rinden- und Kambiumschicht. Mit Hilfe von Gastrolithen werden im Magen des Steinauerhuhns diese Schichten von den Knospen abgerieben, so dass nur das Mark des Stängels übrigbleibt. In Mischwäldern, in denen auch Kiefern, Zirbelkiefern und Tannen stehen, frisst das Steinauerhuhn auch deren Nadeln sowie die Endtriebe und Knospen von Birken und Weiden. Bei geringer Schneehöhe frisst es auch ergänzend die Blätter und Beeren von Preiselbeeren und der Bärentraube sowie die Früchte von Wacholder und Heckenrose.
Im Sommer ernährt sich das Steinauerhuhn überwiegend von Samen, Blüten und den grünen Trieben von Gräsern und Stauden. Gleichzeitig fressen sie viele Insekten. Im Spätsommer und Herbst sind Beeren Hauptbestandteil der Nahrung.
Die für die Ernährung wichtigen Gastrolithen werden bereits von den Dunenjungen aufgenommen.

## Fortpflanzung

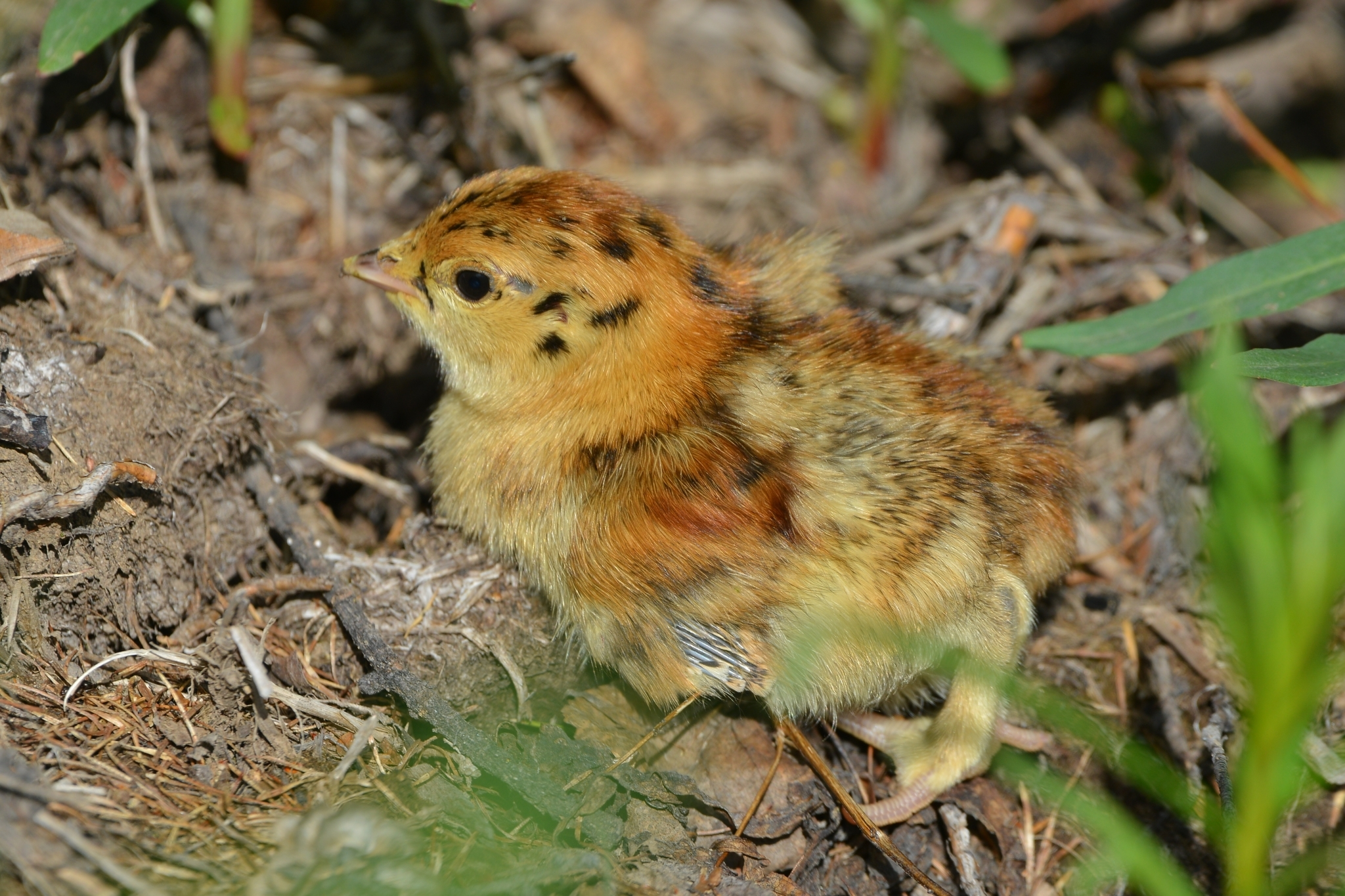
Küken des Steinauerhuhns

Die Lebensweise des Steinauerhuhns ähnelt weitgehend der des Auerhuhns. Ähnlich wie dieses lebt das Steinauerhuhn überwiegend einzelgängerisch. Die Weibchen bilden jedoch gegen Ende der Fortpflanzungszeit lose Gruppen. Die Männchen sind polygam und scharen kleine Harems um sich. Während der Fortpflanzungszeit balzen die Männchen in der Nähe zueinander in kleinen Arenen. Sie bilden dabei aber lockerere und kleinere Gruppen als Auerhähne. Die Balzplätze befinden sich auf Flächen mit Beerensträuchern, in lichten Lärchenwäldern, auf Flussterrassen oder am Fuß von Berghängen. Bei hoher Populationsdichte können sich bis zu 200 Hähne an einzelnen Balzplätzen versammeln. Typischer sind jedoch Balzplätze, an denen sich zwischen drei und zehn Hähne versammeln.
Die Nester werden gewöhnlich unweit der Balzplätze angelegt. Das Nest ist eine flache Bodenmulde, die mit Baumnadeln und Federn ausgelegt ist. Es befindet sich in der Regel in der unmittelbaren Nähe eines Baumstamms, unter einem umgestürzten Baum oder zwischen Bruchholz. Die Eiablage erfolgt im Zeitraum Mai bis Juni. Das Gelege besteht aus sechs bis sieben Eiern. Die Brutzeit beträgt 26 bis 28 Tage. Die Küken entwickeln sich sehr schnell: Bereits im Alter von sechs bis sieben Tagen können die Jungvögel flattern. Im Alter von 15 bis 25 Tagen können sie kurze Strecken fliegen. Mit 50 bis 70 Tagen sind sie flügge.
Ihre Geschlechtsreife erreichen die Weibchen im Alter von zwei und die Männchen im Alter von drei Jahren.

## Belege
1. ↑  Madge, S. 374
2. ↑  http://www.soundeffects.ch/surround-sound-effects-_e.php?soundeffects=black+billed+capercaillie&soundcategory=&type=
3. ↑  R. L. Potapov, V. E. Fling (Hrsg.): Handbuch der Vögel der Sowjetunion. Band 4: Galliformes, Gruiformes. Aula Verlag, Wiesbaden 1989, ISBN 3-89104-417-8, S. 143
4. ↑  R. L. Potapov, V. E. Fling (Hrsg.): Handbuch der Vögel der Sowjetunion. Band 4: Galliformes, Gruiformes. Aula Verlag, Wiesbaden 1989, ISBN 3-89104-417-8, S. 149
5. ↑  R. L. Potapov, V. E. Fling (Hrsg.): Handbuch der Vögel der Sowjetunion. Band 4: Galliformes, Gruiformes. Aula Verlag, Wiesbaden 1989, ISBN 3-89104-417-8, S. 150
6. ↑  Sale, S. 164
7. ↑  R. L. Potapov, V. E. Fling (Hrsg.): Handbuch der Vögel der Sowjetunion. Band 4: Galliformes, Gruiformes. Aula Verlag, Wiesbaden 1989, ISBN 3-89104-417-8, S. 146
8. ↑  R. L. Potapov, V. E. Fling (Hrsg.): Handbuch der Vögel der Sowjetunion. Band 4: Galliformes, Gruiformes. Aula Verlag, Wiesbaden 1989, ISBN 3-89104-417-8, S. 146
9. ↑  R. L. Potapov, V. E. Fling (Hrsg.): Handbuch der Vögel der Sowjetunion. Band 4: Galliformes, Gruiformes. Aula Verlag, Wiesbaden 1989, ISBN 3-89104-417-8, S. 148
10. ↑  Sale, S. 164